# Campionati del mondo di atletica leggera 2017 - Salto in lungo femminile
La gara del salto in lungo femminile dei campionati del mondo di atletica leggera 2017 si è svolta tra il 9 e l'11 agosto.

## Podio
| Pos.    | Atleta            | Nazionalità                 | Misura |
| ------- | ----------------- | --------------------------- | ------ |
| Oro     | Brittney Reese    | Stati Uniti                 | 7,02 m |
| Argento | Dar'ja Klišina    | Atleti Neutrali Autorizzati | 7,00 m |
| Bronzo  | Tianna Bartoletta | Stati Uniti                 | 6,97 m |

## Situazione pre-gara

### Record
Prima di questa competizione, il record del mondo e il record dei campionati erano i seguenti.
| Record                | Prestazione | Atleta                              | Data                                        | Competizione              |
| --------------------- | ----------- | ----------------------------------- | ------------------------------------------- | ------------------------- |
| Record mondiale       | 7,52 m      | Galina Chistyakova Unione Sovietica | 11 giugno 1988 Leningrado, Unione Sovietica |                           |
| Record dei campionati | 7,36 m      | Jackie Joyner-Kersee Stati Uniti    | 4 settembre 1987 Roma, Italia               | Campionati del mondo 1987 |

### Campionesse in carica
Le campionesse in carica, a livello mondiale e olimpico, erano:
| Campionessa | Atleta                        | Prestazione | Data                                   | Competizione                |
| ----------- | ----------------------------- | ----------- | -------------------------------------- | --------------------------- |
| Olimpico    | Tianna Bartoletta Stati Uniti | 7,17 m      | 17 agosto 2016 Rio de Janeiro, Brasile | Giochi della XXXI Olimpiade |
| Mondiale    | Tianna Bartoletta Stati Uniti | 7,14 m      | 29 agosto 2015 Pechino, Cina           | Mondiali 2015               |

### La stagione
Prima di questa gara, gli atleti con le migliori tre prestazioni dell'anno erano:
| Pos. | Atleta                        | Prestazione | Data                                              |
| ---- | ----------------------------- | ----------- | ------------------------------------------------- |
| 1    | Brittney Reese Stati Uniti    | 7,13 m      | 17 giugno 2017 Chula Vista, Stati Uniti d'America |
| 2    | Tianna Bartoletta Stati Uniti | 7,01 m      | 24 giugno 2017 Sacramento, Stati Uniti d'America  |
| 3    | Christabel Nettey Canada      | 6,92 m      | 17 giugno 2017 Chula Vista, Stati Uniti d'America |

## Risultati

### Qualificazioni
Le qualifiche si sono tenute il 9 agosto dalle ore 20:10.

Qualificazione: gli atleti che raggiungono i 6,70 m (Q) o le migliori 12 misure (q) avanzano alla finale.
| Pos | Gruppo | Atleta              | Nazionalità                 | 1ª prova | 2ª prova | 3ª prova | Risultato | Note |
| --- | ------ | ------------------- | --------------------------- | -------- | -------- | -------- | --------- | ---- |
| 1   | A      | Dar'ja Klišina      | Atleti Neutrali Autorizzati | 6,51     | 6,66     | x        | 6,66      | q    |
| 2   | A      | Tianna Bartoletta   | Stati Uniti                 | 6,64     | x        | 6,48     | 6,64      | q    |
| 3   | B      | Lorraine Ugen       | Regno Unito                 | 6,63     | x        | x        | 6,63      | q    |
| 4   | A      | Ivana Španović      | Serbia                      | 6,62     | r        |          | 6,62      | q    |
| 5   | A      | Lauma Grīva         | Lettonia                    | 6,50     | 6,58     | -        | 6,58      | q    |
| 6   | A      | Claudia Salman-Rath | Germania                    | x        | 6,42     | 6,52     | 6,52      | q    |
| 7   | A      | Chantel Malone      | Isole Vergini Britanniche   | 6,52     | x        | x        | 6,52      | q    |
| 8   | B      | Blessing Okagbare   | Nigeria                     | 6,21     | 6,51     | x        | 6,51      | q    |
| 9   | B      | Brittney Reese      | Stati Uniti                 | 6,50     | 6,46     | 6,47     | 6,50      | q    |
| 10  | A      | Alina Rotaru        | Romania                     | 6,23     | 6,50     | 6,45     | 6,50      | q    |
| 11  | B      | Brooke Stratton     | Australia                   | 6,43     | 6,46     | 6,43     | 6,46      | q    |
| 12  | B      | Eliane Martins      | Brasile                     | 6,46     | 6,41     | x        | 6,46      | q    |
| 13  | A      | Shara Proctor       | Regno Unito                 | 6,07     | 6,26     | 6,45     | 6,45      |      |
| 14  | A      | Quanesha Burks      | Stati Uniti                 | 6,12     | 6,04     | 6,44     | 6,44      |      |
| 15  | B      | Nektaria Panagi     | Cipro                       | 6,43     | 6,29     | 6,33     | 6,43      |      |
| 16  | B      | Khaddi Sagnia       | Svezia                      | x        | x        | 6,42     | 6,42      |      |
| 17  | A      | Ese Brume           | Nigeria                     | 6,16     | 6,29     | 6,38     | 6,38      |      |
| 18  | A      | Maryna Bech         | Ucraina                     | 6,35     | 6,36     | 6,33     | 6,36      |      |
| 19  | B      | Christabel Nettey   | Canada                      | 6,36     | 6,20     | 6,15     | 6,36      |      |
| 20  | A      | Jazmin Sawyers      | Regno Unito                 | 6,17     | 5,98     | 6,34     | 6,34      |      |
| 21  | B      | Shakeela Saunders   | Stati Uniti                 | 6,25     | 6,32     | 6,24     | 6,32      |      |
| 22  | A      | Naa Anang           | Australia                   | 6,22     | 5,07     | 6,27     | 6,27      |      |
| 23  | B      | Alexandra Wester    | Germania                    | x        | 5,95     | 6,27     | 6,27      |      |
| 24  | B      | Laura Strati        | Italia                      | 6,21     | x        | 6,19     | 6,21      |      |
| 25  | A      | Ksenija Balta       | Estonia                     | x        | 5,81     | 6,15     | 6,15      |      |
| 26  | B      | Haido Alexouli      | Grecia                      | x        | 5,94     | x        | 5,94      |      |
| 27  | B      | Angela Morosanu     | Romania                     | 5,79     | 5,39     | 5,92     | 5,92      |      |
| 28  | B      | Bianca Stuart       | Bahamas                     | 4,25     | x        | 5,91     | 5,91      |      |
| 29  | B      | Jessamyn Sauceda    | Messico                     | 5,61     | 5,42     | 5,46     | 5,61      |      |
| 30  | A      | Rellie Kaputin      | Papua Nuova Guinea          | x        | 5,59     | x        | 5,59      |      |

### Finale
La finale si è tenuta l'11 agosto alle ore 20:10.
| Pos | Atleta              | Nazionalità                 | 1ª prova | 2ª prova | 3ª prova | 4ª prova | 5ª prova | 6ª prova | Risultato | Note                                     |
| --- | ------------------- | --------------------------- | -------- | -------- | -------- | -------- | -------- | -------- | --------- | ---------------------------------------- |
|     | Brittney Reese      | Stati Uniti                 | 6,75     | x        | 7,02     | x        | x        | x        | 7,02      |                                          |
|     | Dar'ja Klišina      | Atleti Neutrali Autorizzati | 6,78     | 6,88     | x        | 6,91     | 7,00     | 6,83     | 7,00      | Miglior prestazione personale stagionale |
|     | Tianna Bartoletta   | Stati Uniti                 | 6,56     | 6,60     | x        | 6,64     | 6,88     | 6,97     | 6,97      |                                          |
| 4   | Ivana Španović      | Serbia                      | x        | 6,96     | 6,77     | x        | x        | 6,91     | 6,96      |                                          |
| 5   | Lorraine Ugen       | Regno Unito                 | x        | x        | 6,72     | x        | x        | 6,40     | 6,72      |                                          |
| 6   | Brooke Stratton     | Australia                   | 6,27     | 6,54     | 6,67     | 6.55     | 6,67     | 6,64     | 6,67      |                                          |
| 7   | Chantel Malone      | Isole Vergini Britanniche   | 6,52     | 6,44     | 6,57     | x        | x        | 6,52     | 6,57      |                                          |
| 8   | Blessing Okagbare   | Nigeria                     | 6,40     | 6,55     | 6,47     | 6,49     | x        | 6,31     | 6,55      |                                          |
| 9   | Lauma Grīva         | Lettonia                    | 6,54     | x        | 6,42     |          |          |          | 6,54      |                                          |
| 10  | Claudia Salman-Rath | Germania                    | 6,39     | 6,29     | 6,54     |          |          |          | 6,54      |                                          |
| 11  | Eliane Martins      | Brasile                     | 6,52     | x        | x        |          |          |          | 6,52      |                                          |
| 12  | Alina Rotaru        | Romania                     | 6,29     | 6,20     | 6,46     |          |          |          | 6,46      |                                          |